# Erich Anderson
Erich Anderson (nascido Edward Erich Anderson (Sagamihara, 24 de outubro de 1956 – Los Angeles, 1 de junho de 2024) foi um ator estadunidense, por vezes creditado como E. Erich Anderson, que já atuou no cinema e na televisão.

## Vida Pessoal
Ele é mais conhecido por seu primeiro papel no cinema no filme de terror Friday the 13th: The Final Chapter como Rob Dier em 1984. Ele também estrelou em 1988 o filme Bat 21 e em 2002 o filme de ficção Unfaithful.
Anderson já na televisão incluindo a série Second Chances como Bruce Christianson, thirtysomething como Billy Sidel, como pai e Felicity Felicity's. Ele também apareceu em Melrose Place, Courtney Thorne-Smith como um psiquiatra.
Ele fez aparições em programas de TV como "Murder, She Wrote, CSI: Miami, e Star Trek: The Next Generation na temporada episódio 5" Conundrum "como comandante Keiran MacDuff.

## Morte
Anderson morreu no dia 1 de junho de 2024, aos 67 anos vitimado por um câncer.

## Filmografia
| Ano     | Título                             |
| ------- | ---------------------------------- |
| 1984    | Friday the 13th: The Final Chapter |
| 1984    | Missing in Action                  |
| 1986    | Welcome to 18                      |
| 1987-91 | Thirtysomething                    |
| 1988    | Patty Hearst                       |
| 1988    | Bat*21                             |
| 1992    | Star Trek: The Next Generation     |
| 1994    | Matlock                            |
| 1994    | The Glass Shield                   |
| 1995    | The Final Cut                      |
| 1996    | Infinity                           |
| 1997    | Nightwatch                         |
| 1998    | Without Limits                     |
| 1998    | Where's Marlowe?                   |
| 1999    | Thick as Thieves                   |
| 2000    | Auggie Rose                        |
| 2002    | Unfaithful                         |
| 2006    | Special                            |
| 2016    | Officer Downe                      |
| 2017    | The Neighbor                       |
| 2018    | Cold Brook                         |